# Митчелл, Джеймс Клайд
Джеймс Клайд Митчелл (англ. James Clyde Mitchell, обычно сокращаемый J. Clyde Mitchell; 21 июня 1918, Питермарицбург — 15 ноября 1995) — британский социолог и антрополог родом из Южной Африки.

## Биография и вклад в науку
В 1937 году Митчелл в студенческие годы помог основать группу социальных антропологов/социологов Института Родса-Ливингстона, ныне входящего в Университет Замбии. Преподавал в Институте Родса—Ливингстона и был его директором.
Существенное влияние на него оказал другой родившийся в Южной Африке антрополог, Макс Глюкман. Митчелл принадлежал к его Манчестерской школе антропологии; работая в Манчестерском университете, он провёл важное исследование по анализу социальных сетей. В 1940-х годах он проводил полевые исследования социальных систем и социальных условий в Центральной Африке (в южной части Малави), наблюдая за обычаями и интервьюируя глав домохозяйств в деревнях и городских зонах.
Основным научным интересом Митчелла было изучение социальных сдвигов под влиянием промышленного развития в городских зонах Африки. Считается, что Митчелл одним из первых в африканистике применил метод эмпирической социологии в изучении урбанизации и стабилизации городского населения стран Африки на материалах полевых исследований. Рассматривая социальную дифференциацию общества по статусному (престижному) признаку, Митчелл также искал возможность создания концепции трансформации африканского общества в подробном эмпирическом исследовании отдельных форм проявления плюрализма в общественном развитии.
Митчелл изучал сетевой анализ и был одним из основателей Международной сети анализа социальных сетей, сотрудничая в её журнале Connections. В 1952 году он стал членом редакции журнала Northern Rhodesia Journal.

## Публикации
- African urbanization in Ndola and Luanshya, Lusaka, 1954.
- The Kalela dance: Aspects of social relationships among urban Africans in Northern Rhodesia, Manchester: Manchester University Press, 1956.
- The Yao Village: a Study in the Social Structure of a Malawian Tribe Manchester: Manchester University Press, 1956, 1966, 1971.
- Whitecollar workers and supervisors in a plural society. — «Civilizations», Bruxeller, 1960, v. 10, № 3.
- The differences in an english and amerlcan ratings of the prestige of occupation: a reconsideration of Montagie and Pustilnik’s study. — «British journal of sociology», L, 1964, v. 5, № 1.
- Occupational prestige and the social system: a problem in comporative sociology, — «International journal of comparative sociology», N.Y., 1964, v. 5, № 1.
- Social Networks in Urban Situations: Analysis of Personal Relationships in Central African Towns Manchester: Manchester University Press, 1969.
- Networks, Norms & Institutions, 1973.
- Configurational Similarity in Three Class Contexts in British Society, in Sociology, Vol. 19, 1985.
- Cities, Society, and Social Perception: A Central African Perspective 1987.

Русский перевод
- «Престиж профессий и социальная система: проблема сравнительной социологии», М., 1964.